# Cinta di Carlo V

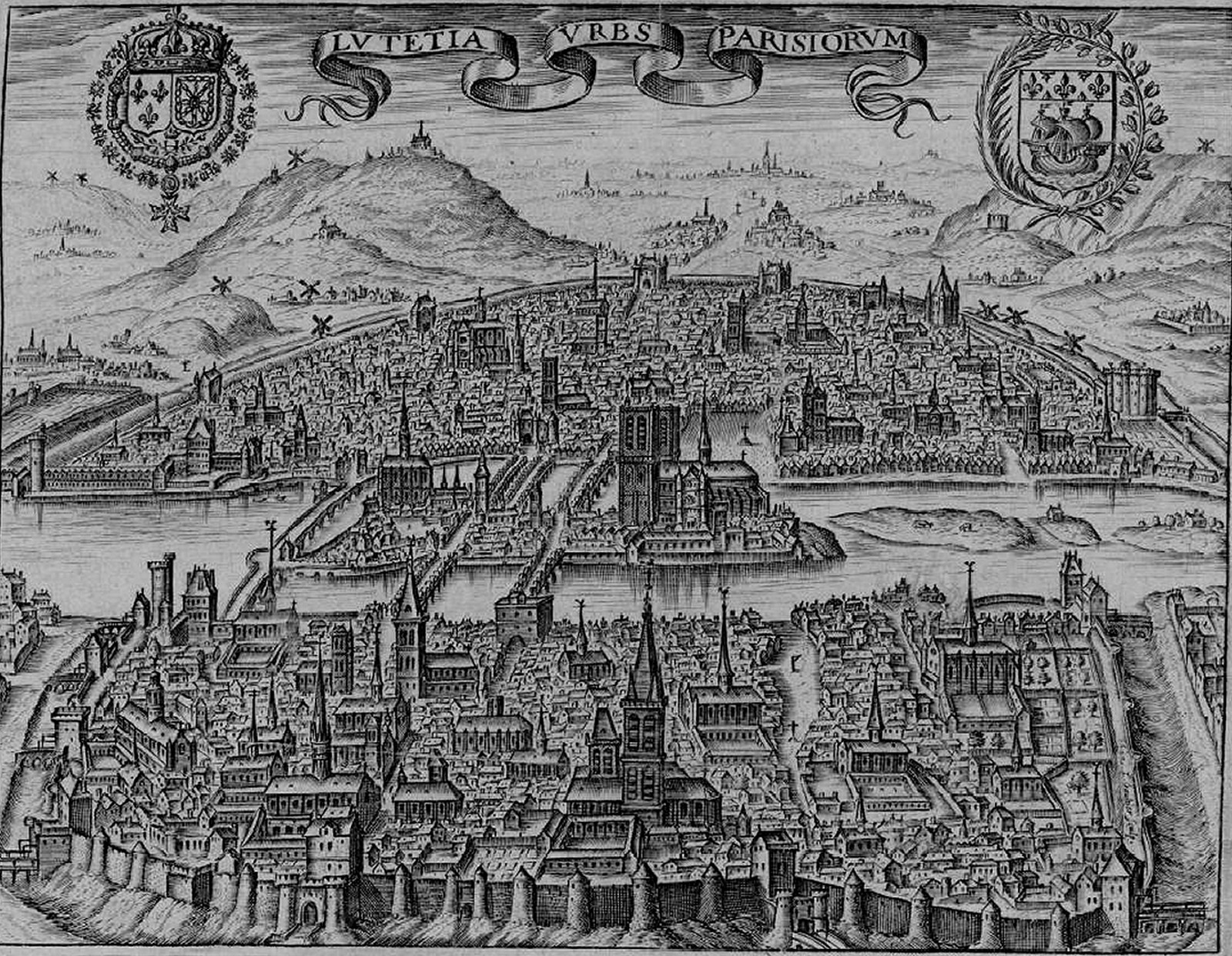
Veduta di Parigi nel 1600 con la cinta di Filippo Augusto (in primo piano) e la cinta di Carlo V (in alto nella foto)

La cinta di Carlo V, costruita dal 1356 al 1383, era una delle cinte murarie della città di Parigi. Fu costruita sulla riva destra della Senna fuori dalla cinta di Filippo Augusto. Nel 1640, la parte occidentale della cinta di Carlo V fu demolita e sostituita dalla più grande cinta di Luigi XIII, con il materiale demolito riutilizzato per le nuove mura. Questa nuova protezione (enceinte) venne completamente demolita nel 1670 e sostituita dai Grands Boulevards.

## Storia

### La cinta di Filippo Augusto
La cinta muraria di Filippo Augusto fu creata all'inizio del XIII secolo e racchiudeva 253 ettari di case e campi di ortaggi e vigneti che permettevano alle persone di proteggersi da un possibile assedio militare. Ma decenni dopo, i campi erano stati sostituiti da case e i raccolti erano stati spinti fuori dalle mura della città. Diversi sobborghi stavano crescendo rapidamente, in particolare nell'ovest e la crescente popolazione non poteva più essere contenuta nella città. Inoltre, con la guerra dei cent'anni, si rese necessario costruire un nuovo recinto per proteggere la capitale della Francia.

### Un baluardo di terra fortificata

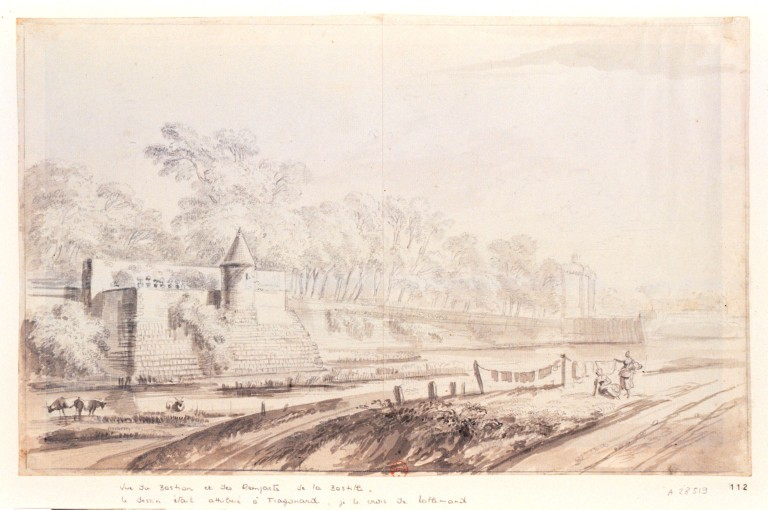
Il bastione e le mura della Bastiglia nel XVIII secolo

Étienne Marcel, prevosto dei mercanti, iniziò a costruire un fossato dal 1356, poche centinaia di metri oltre la cinta di Filippo Augusto, ma solo il lato destro venne interessato da questa espansione. Re Carlo V, nel 1358, ordinò la costruzione di una fortificazione e l'aggiunta di un ampio e profondo fossato che sarebbe stato riempito dalle acque dal fiume Senna.
La nuova fortificazione si estendeva verso ovest oltre il Louvre, che perse la sua funzione di fortezza. Carlo V trasformò il Louvre in una residenza, ma senza modificarne le dimensioni, e vi creò una biblioteca con 973 libri.
A est, la nuova dimora del re, l'Hotel Saint-Pol, era scarsamente protetta. Carlo V decise di costruire il Chastel Saint-Antoine, i parigini lo chiamarono Bastide Saint-Antoine, poi la Bastille ("bastide" o "bastille" è un'antica parola francese per indicare un castello). Nel 1370, il prevosto Hugues Aubriot pose la prima pietra dell'edificio che fu completato nel 1382. La città si estendeva quindi su 440 ettari con più di 150.000 abitanti.
Il muro, così come il suo prolungamento costruito da Luigi XIII sul lato ovest, fu distrutto nel 1670, per ordine di Luigi XIV dopo le sue vittorie nei Paesi Bassi e in Germania.

## La strada

Tracce della cinta di Carlo V

Il muro lasciava la Senna alla "Tour du bois" tra il Pont du Carrousel e il Pont Royal. Quindi passava a nord di Rue Saint-Honoré e del Palais-Royal, a nord-est lungo Place des Victoires e Rue d'Aboukir (aperta all'altezza del fossato) fino alla Porte Saint-Denis. Seguiva poi i Grands Boulevards (Boulevard de Bonne-Nouvelle, Boulevard Saint-Martin, Boulevard du Temple, Boulevard des Filles-du-Calvaire e Boulevard Beaumarchais) per tornare alla Senna, a est, alla Tour de Billy.
Il muro sulla riva sinistra del fiume, costruito da Filippo Augusto, venne mantenuto lasciando fuori le mura il nuovo faubourg Saint-Germain.

## Le porte
Le mura sulla riva destra comprendeva solo sei porte:
- Porte Saint-Honoré (in Rue Saint-Honoré, a circa 500 metri fuori dalle mura di Filippo Augusto)
- Porte Montmartre (su Rue Montmartre, all'incrocio con rue d'Aboukir)
- Porte Saint-Denis
- Porte Saint-Martin
- Porte du Temple (nella posizione dell'attuale Place de la République)
- Porte Saint-Antoine (nella posizione dell'attuale Place de la Bastille).